# Strömsbro/Gävle HF 83
Strömsbro/Gävle HF 83, även S/G 83 och S/G Hockey, var en ishockeyklubb som bildades 1983 i samarbete mellan Strömsbro IF och Gävle GIK. Man var under flera år ett topplag inom Division I-hockeyn innan man börja falla neråt i tabellen. 1991 drog sig Strömsbro ur samarbetet och började om i division 4. Gävle GIK drog sig också ur och började om i division 3 ihop med Sätra SK. S/G Hockey stod då helt utan finansiering vilket löstes genom en sammanslagning  med Brynäs ungdomssektion som höll platsen i division I i några år under namnet Team Gävle HF. Klubbens största framgång var att man spelade i Allsvenskan säsongerna 1985 och 1986 där man slutade på en fjärde respektive tredje plats.